# المرج (حي)

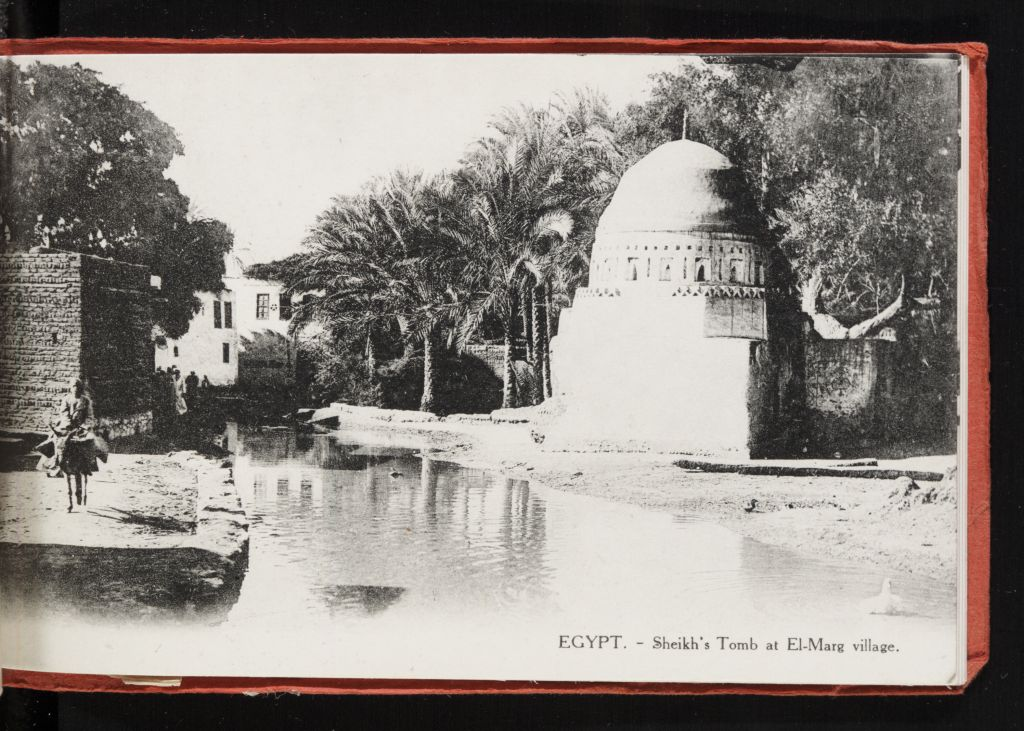
«قبر الشيخ» بالمرج قديما

حي المرج هو حي سكني يتبع محافظة القاهرة، يقع بالمنطقة الشرقية.

## التاريخ
يُعد حي المرج من النواحي القديمة، واسمها الأصلي «مرج خلف»، وهو الذي ذكرها به ابن مماتي عندما أحصى قرى أعمال الشرقية بعد الروك الصلاحي، وقال هي من كفور عين شمس. ووردت في تاريخ 1224هـ/1809م باسم «المرج» من توابع بركة الحاج، وقال كانت تُعرف قديمًا بـ «مرج التركمان»، وفي تاريخ 1228هـ/1813م باسم «المرج».

## شياخات

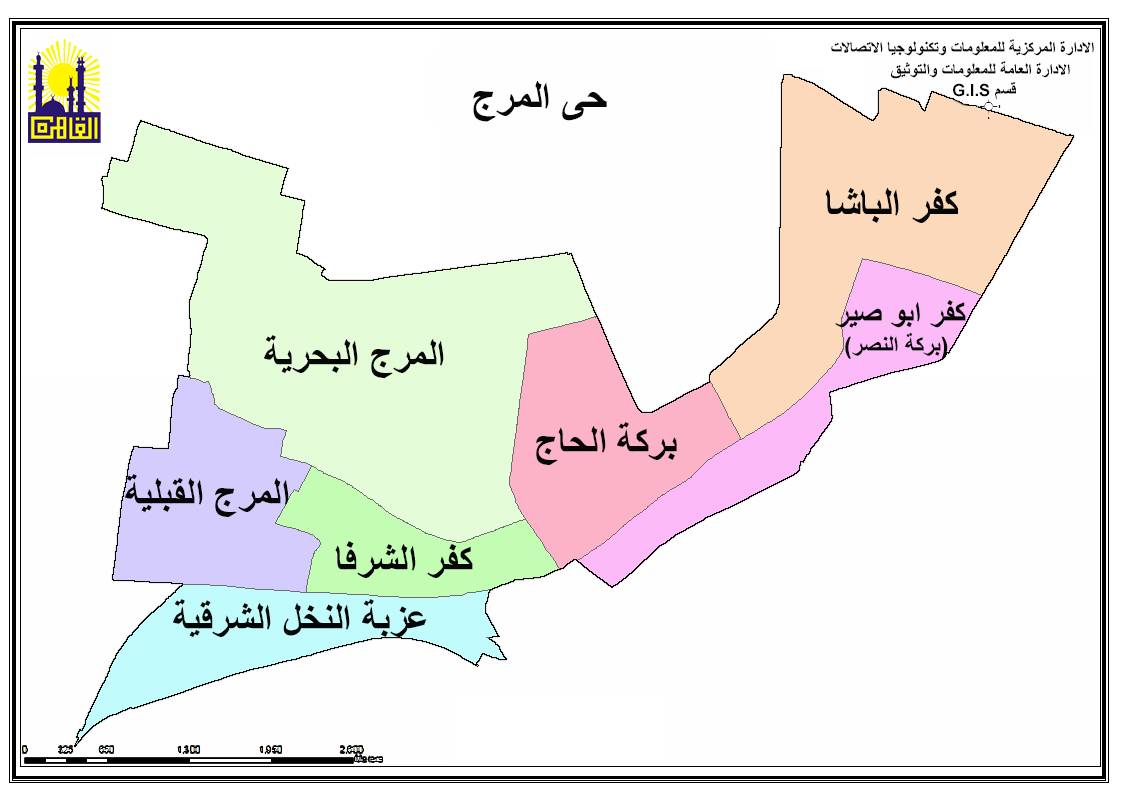
شياخات حي المرج

ينقسم حي المرج إلى عدة مناطق وهي:
- المرج القبلية
- المرج البحرية
- كفر الشرفا
- عزبة النخل
- بركة الحاج
- بركة النصر
- مؤسسة الزكاة